# Puerto Montt
Puerto Montt là một thành phố cảng và khu tự quản ở miền nam Chile, nằm ở cuối phía bắc của âm thanh trong tỉnh Llanquihue, vùng Los Lagos, cự ly 1.055 km về phía nam của thủ đô, Santiago Reloncaví. Khu tự quản có diện tích 1.673 km2 và dân số 175.938 người vào năm 2002. Thành phố được bao bọc bởi Puerto Varas ở phía bắc, Cochamó phía đông và đông nam, Calbuco ở phía tây nam và Maullín và Los Muermos về phía tây. Được thành lập vào cuối năm 1853 trong các thuộc địa của Đức ở miền nam Chile, Puerto Montt sớm vượt qua thành phố lân cận do vị trí chiến lược của nó ở cuối phía nam của thung lũng miền Trung Chile là một thành phố cửa ngõ vào Chiloé quần đảo, các hồ Llanquihue và hồ Nahuel Huapi và Tây Patagonia.
Puerto Montt đã đạt được nổi tiếng và phát triển đáng kể do sự gia tăng của Chile như là nhà sản xuất cá hồi lớn thứ hai thế giới trong những năm 1990 và những năm 2000. Tuy nhiên, ngành nuôi cá hồi Chile dẫn đến cuộc khủng hoảng cuối những năm 2000 ít nhất là tạm thời tỷ lệ thất nghiệp nghiêm trọng và điểm yếu trong nền kinh tế địa phương. Di sản văn hóa của thành phố pha trộn các yếu tố văn hóa Chiloé với di sản của Đức mặc dù thành phố đã thu hút một số lượng đáng kể của những người mới đến từ tất cả các Chile hơn trong 30 năm qua do cơ hội việc làm..

## Khí hậu
| Dữ liệu khí hậu của Puerto Montt          | Dữ liệu khí hậu của Puerto Montt | Dữ liệu khí hậu của Puerto Montt | Dữ liệu khí hậu của Puerto Montt | Dữ liệu khí hậu của Puerto Montt | Dữ liệu khí hậu của Puerto Montt | Dữ liệu khí hậu của Puerto Montt | Dữ liệu khí hậu của Puerto Montt | Dữ liệu khí hậu của Puerto Montt | Dữ liệu khí hậu của Puerto Montt | Dữ liệu khí hậu của Puerto Montt | Dữ liệu khí hậu của Puerto Montt | Dữ liệu khí hậu của Puerto Montt | Dữ liệu khí hậu của Puerto Montt |
| Tháng                                     | 1                                | 2                                | 3                                | 4                                | 5                                | 6                                | 7                                | 8                                | 9                                | 10                               | 11                               | 12                               | Năm                              |
| ----------------------------------------- | -------------------------------- | -------------------------------- | -------------------------------- | -------------------------------- | -------------------------------- | -------------------------------- | -------------------------------- | -------------------------------- | -------------------------------- | -------------------------------- | -------------------------------- | -------------------------------- | -------------------------------- |
| Cao kỉ lục °C (°F)                        | 34.7 (94.5)                      | 30.0 (86.0)                      | 30.8 (87.4)                      | 31.1 (88.0)                      | 21.6 (70.9)                      | 18.6 (65.5)                      | 20.5 (68.9)                      | 19.5 (67.1)                      | 23.9 (75.0)                      | 24.0 (75.2)                      | 28.1 (82.6)                      | 29.9 (85.8)                      | 34.7 (94.5)                      |
| Trung bình ngày tối đa °C (°F)            | 19.2 (66.6)                      | 18.9 (66.0)                      | 17.4 (63.3)                      | 14.8 (58.6)                      | 12.4 (54.3)                      | 10.2 (50.4)                      | 9.9 (49.8)                       | 10.8 (51.4)                      | 12.4 (54.3)                      | 14.2 (57.6)                      | 16.0 (60.8)                      | 18.0 (64.4)                      | 14.5 (58.1)                      |
| Trung bình ngày °C (°F)                   | 14.3 (57.7)                      | 13.9 (57.0)                      | 12.5 (54.5)                      | 10.5 (50.9)                      | 9.0 (48.2)                       | 6.9 (44.4)                       | 6.5 (43.7)                       | 7.0 (44.6)                       | 8.2 (46.8)                       | 9.7 (49.5)                       | 11.5 (52.7)                      | 13.3 (55.9)                      | 10.3 (50.5)                      |
| Tối thiểu trung bình ngày °C (°F)         | 9.4 (48.9)                       | 9.0 (48.2)                       | 8.0 (46.4)                       | 6.6 (43.9)                       | 5.9 (42.6)                       | 3.9 (39.0)                       | 3.5 (38.3)                       | 3.7 (38.7)                       | 4.4 (39.9)                       | 5.6 (42.1)                       | 7.1 (44.8)                       | 8.6 (47.5)                       | 6.3 (43.3)                       |
| Thấp kỉ lục °C (°F)                       | 0.1 (32.2)                       | 0.4 (32.7)                       | −0.6 (30.9)                      | −3.1 (26.4)                      | −5.1 (22.8)                      | −5.9 (21.4)                      | −7.1 (19.2)                      | −4.7 (23.5)                      | −5.4 (22.3)                      | −1.8 (28.8)                      | 0.0 (32.0)                       | 0.9 (33.6)                       | −7.1 (19.2)                      |
| Lượng Giáng thủy trung bình mm (inches)   | 89.8 (3.54)                      | 82.3 (3.24)                      | 94.6 (3.72)                      | 146.9 (5.78)                     | 222.1 (8.74)                     | 235.9 (9.29)                     | 218.3 (8.59)                     | 188.9 (7.44)                     | 141.9 (5.59)                     | 128.4 (5.06)                     | 109.9 (4.33)                     | 105.8 (4.17)                     | 1.764,8 (69.49)                  |
| Số ngày giáng thủy trung bình             | 14                               | 12                               | 15                               | 19                               | 22                               | 22                               | 22                               | 22                               | 20                               | 19                               | 17                               | 15                               | 219                              |
| Độ ẩm tương đối trung bình (%)            | 79                               | 81                               | 84                               | 88                               | 90                               | 91                               | 90                               | 88                               | 85                               | 83                               | 81                               | 80                               | 85                               |
| Số giờ nắng trung bình tháng              | 226.3                            | 211.9                            | 167.4                            | 123.0                            | 80.6                             | 60.0                             | 74.4                             | 102.3                            | 129.0                            | 155.0                            | 171.0                            | 213.9                            | 1.714,8                          |
| Số giờ nắng trung bình ngày               | 7.3                              | 7.5                              | 5.4                              | 4.1                              | 2.6                              | 2.0                              | 2.4                              | 3.3                              | 4.3                              | 5.0                              | 6.7                              | 6.9                              | 4.8                              |
| Nguồn 1: Dirección Meteorológica de Chile |                                  |                                  |                                  |                                  |                                  |                                  |                                  |                                  |                                  |                                  |                                  |                                  |                                  |
| Nguồn 2: Universidad de Chile (nắng)      |                                  |                                  |                                  |                                  |                                  |                                  |                                  |                                  |                                  |                                  |                                  |                                  |                                  |